# Gov't Mule
Gov't Mule je southern rocková hudební skupina, založená v roce 1994 dřívějšími členy The Allman Brothers Bandu Warren Haynesem a Allen Woodym.

## Diskografie
- Gov't Mule, 1995
- Live from Roseland Ballroom, 1996
- Dose, 1998
- Live... With a Little Help from Our Friends, 1999
- Life Before Insanity, 2000
- The Deep End, Volume 1, 2001
- The Deep End, Volume 2, 2002
- The Deepest End, Live in Concert, 2003
- Deja Voodoo, 2004
- Mo' Voodoo (EP), 2005
- High & Mighty, 2006
- Mighty High, 2007
- By a Thread, 2009
- Mulennium, 2010
- Shout!, 2013
- Revolution Come…Revolution Go, 2017
- Bring On the Music: Live at the Capitol Theatre, 2019
- Heavy Load Blues, 2021
- Peace... Like a River, 2023

## Členové
- Matt Abts - bicí, perkuse, zpěv (1994–dosud)
- Warren Haynes - kytara, zpěv (1994–dosud)
- Jorgen Carlsson - baskytara (2008–dosud)
- Danny Louis - klávesy, kytara, trubka, zpěv (2002–dosud)
- Allen Woody - baskytara, mandolína, zpěv (1994–2000)
- Andy Hess - baskytara (2003–2008)